# Aldo Ercolano
Aldo Ercolano (Catania, 14 novembre 1960) è un mafioso italiano, nipote e braccio destro di Benedetto Santapaola (detto Nitto), capo della Famiglia di Catania.

## Biografia
Figlio del boss catanese Giuseppe (detto Pippo) e di Maria Grazia Santapaola (sorella di Benedetto), insieme al padre, allo zio paterno Salvatore (detto Turi) e allo zio materno Benedetto Santapaola è considerato un personaggio di certo spessore nella Cosa Nostra catanese, che da loro prende il nome di clan Santapaola-Ercolano. Sposò Francesca Mangion, figlia di Francesco (detto Cicciu u' firraru), altro braccio destro di Santapaola. È stato tra gli esecutori del delitto Fava e di decine di altri omicidi. Nel 1994 venne arrestato a Desenzano del Garda, dove si trovava in vacanza con la moglie e i figli, dopo due anni di latitanza, durante i quali assunse la reggenza della Famiglia di Catania a seguito dell'arresto dello zio Nitto. È stato condannato all'ergastolo negli anni '90, condanna confermata in appello il 10 luglio 2001, ed in cassazione il 15 novembre 2003 ed è tuttora recluso.